# Charles Verbrugghe

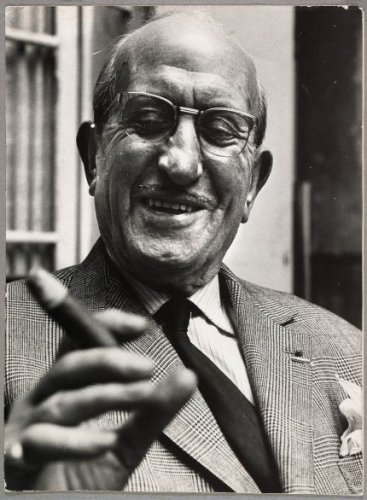
Charles Verbrugghe

Charles Verbrugghe (Brugge, 15 juni 1877 - Parijs, 1 oktober 1974) was een Belgisch kunstschilder, die deel uitmaakte van de Brugse School.

## Levensloop
Zoon van een schoenmaker, kreeg Verbrugghe zijn eerste opleiding bij een paar kunstschilders in Brugge. Op aanraden van Flori Van Acker trok hij in 1907 voor verdere vervolmaking naar Parijs. Hij frequenteerde er de kunstenaars van de Lapin Agile in Montmartre, zoals Pierre-Auguste Renoir, Edgar Degas en Claude Monet. Hij werd bevriend met Maurice Utrillo en met Kees Van Dongen. Hij vestigde zich blijvend in Parijs, in een woning niet ver van de Place du Tertre.
Ondanks de kunstenaarsomgeving waarin hij zich in Parijs bewoog, bleef Verbrugghe de figuratieve schilderkunst trouw, vooral het impressionisme. Zijn productie werd op een 4.000 doeken geschat met als hoofdthema's stadsgezichten (waaronder heel wat Brugse), landschappen, marines, stillevens en portretten.
Ieder jaar kwam hij voor een paar weken naar Brugge terug, samen met zijn zoon. Hij logeerde dan in de Pension Notre-Dame of in Hotel Memling en frequenteerde de brasseries Cranenburg en Hotel de Londres. Hij liet zich per koets door de stad voeren.
In 1968 werd in de Galerie Brugeoise een retrospectieve gehouden met een honderdtal van zijn werken. In de daaropvolgende jaren werden elk jaar op de veilingen van het venduhuis Garnier een paar van die werken geveild.